# Карл VI Божевільний
Карл VI Божевільний (зрідка — Карл VI Обожнений, фр. Charles VI le Fol, ou le Bien-Aimé; 3 грудня 1368 — 21 жовтня 1422) — король Франції з династії Валуа, який правив від 1380 року до 1422 року. Батько французького короля Карла VII Звитяжного, тесть англійського короля Генріха V.

## Життєпис

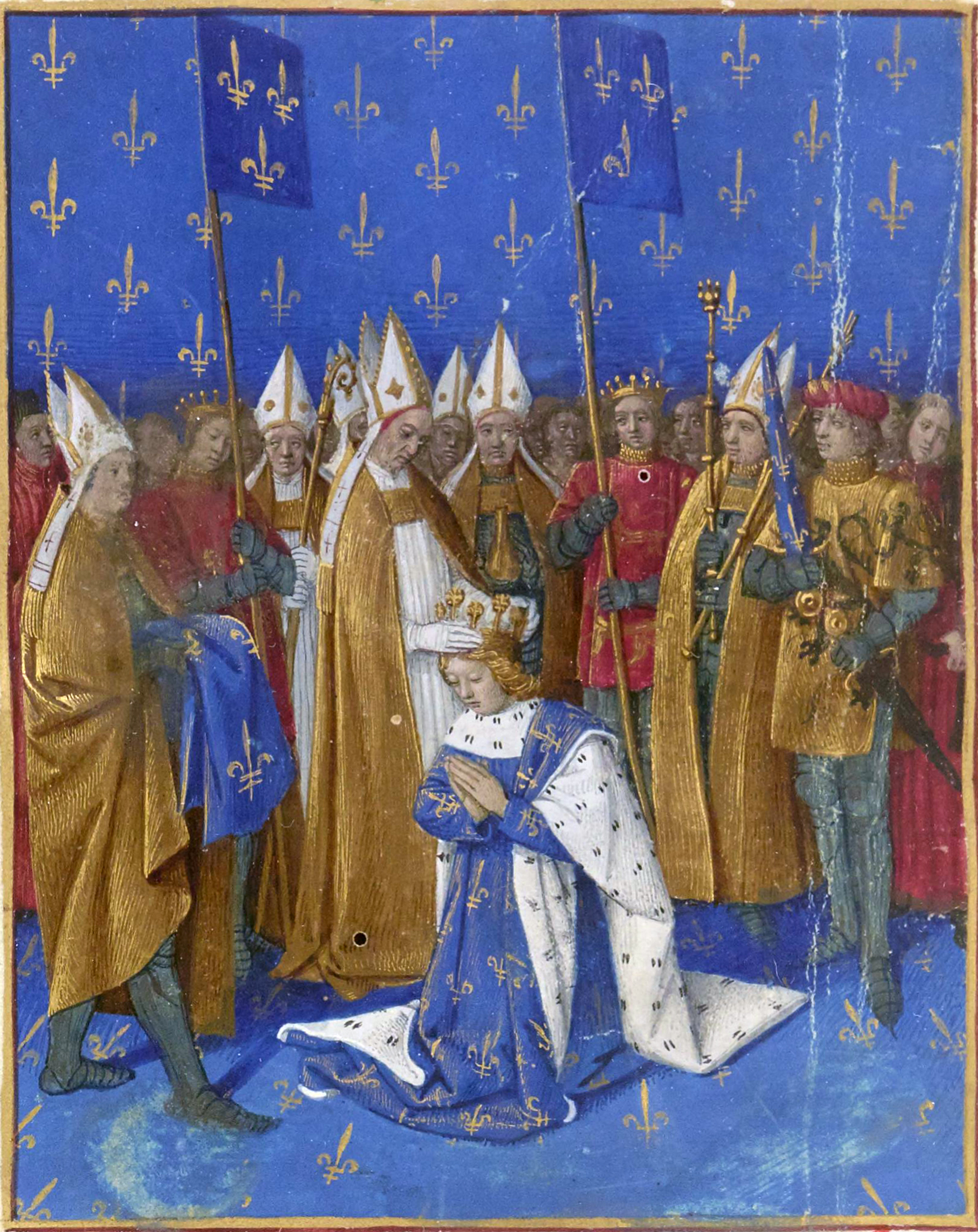
Коронація Карла VI Божевільного

Правління психічно хворого Карла VI ознаменувалося запеклою боротьбою тодішніх феодальних групувань: бургундців і арманьяків. Король захворів у квітні 1392 року на якусь тривалу хворобу з гарячкою, що згодом перейшло у напади божевілля[джерело?]. Після нападів цієї хвороби з гарячкою король час від часу мав хворобливу дратівливість, гнівався через будь-який гучний або різкий звук, але досить швидко заспокоювався. Проте в липні 1392 року в нього стався перший напад безумства, під час якого він вбив мечем свого пажа, одного із супровідників і поранив ще 3-х лицарів та кинувся на рідного брата, якому пощастило втекти. Лише через годину короля роззброїли та знерухомили. Надалі напади відбувалися частіше, тривали від 3 до 9 місяців і чергувалися із 3-5-ти місячними періодами спокійного життя. Можливо, що це був нелікований абсцес або пухлина чи кіста мозку. Не виключають також, що це був спадковий психічний розлад (який він успадкував від матері), або, навіть, отруєння ріжками, які періодично йому підсипали люди, яких підкупив його брат герцог Орлеанський, який хотів посісти французький трон. Усього король пережив від 44 до 52 таких нападів безумства[джерело?].
У 1418 році, під час Столітньої війни його захопили в полон союзники англійців бургундці. Його 15-річний син (який став по смерті батька королем Карлом VII) проголосив себе регентом короля. Але Карл VI у полоні в 1420 році підписав з англійцями договір у Труа, за яким його регентом ставав англійський король Генріх V⁣, який раніше став чоловіком його доньки Катерини. Спадкоємцем в обхід дофіна Карла мав стати майбутній син від шлюбу Генріха V і Катерини. Цим планам об'єднання двох європейських корон не судилося збутися лише завдяки раптової смерті Генріха V і, слід за цим, смертю Карла VI.

## Родина

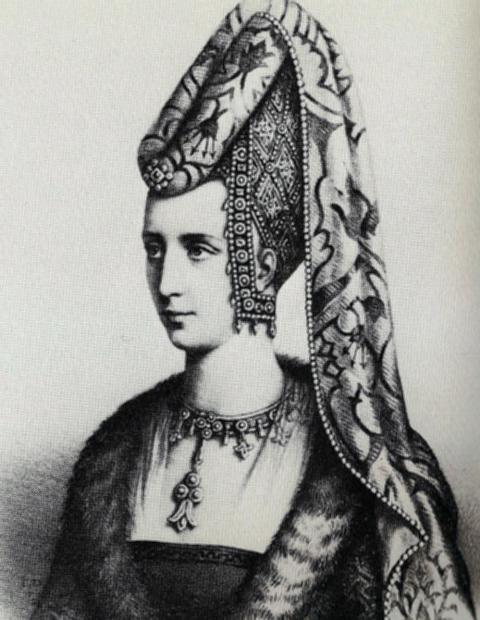
Ізабелла Баварська

Дружина — Ізабелла (1371—1435), дочка герцога Баварсько-Лансгутського Стефана III і його першої дружини Таддеї Вісконті.
Діти:
- Карл (25 вересня — 28 грудня 1386) — спадкоємець французького трону від народження до смерті. Названий на честь батька, хрещений 17 жовтня 1386 архієпископом Руану Гійомом де Лестранж. Помер немовлям, у віці 3-х місяців.
- Іоанна (14 червня 1388 — 1390) — померла в дитинстві.
- Ізабелла (9 листопада 1389[2] — 13 вересня 1409) — королева-консорт Англії (з 31 жовтня 1396 по 30 вересня 1399), дружина Річарда II. Герцогиня-консорт Орлеану (з 23 листопада 1407 до 13 вересня 1409), дружина герцога Карла I. Померла при пологах своєю єдиною дочкою Іоанною, у віці 19 років.
- Іоанна (24 січня 1391 — 27 вересня 1433) — герцогиня-консорт Бретані (з 9 листопада 1399 до 27 вересня 1433), дружина герцога Іоанна VI.
- Карл (6 лютого 1392 — 13 січня 1401) — спадкоємець французького престолу від народження до смерті. Помер у віці 8-ми років.
- Марія (24 серпня 1393 — 19 серпня 1438) — абатеса абатства в Пуассі. На момент народження Марії, її батько почав страждати на приступи божевілля. Матір Марії, вирішила присвятити дочку церкві, в надії на одужання чоловіка[3]. Марія вирушила до монастиря Пуассі 8 серпня 1397 і стала монахинею 26 травня 1408.
- Мішель (11 січня 1395 — 8 липня 1422) — герцогиня-консорт Бургундії (з 10 вересня 1419 до 8 липня 1422), дружина герцога Філіппа III.
- Людовик (22 січня 1397 — 18 грудня 1415) — спадкоємець французького трону (з 13 січня 1401 до 18 грудня 1415)
- Іоанн (31 серпня 1398 — 4 квітня 1417) — спадкоємець французького трону (з 18 грудня 1415 до 4 квітня 1417).
- Катерина (27 жовтня 1401 — 3 січня 1437) — королева-консорт Англії (з 2 червня 1420 до 31 серпня 1422), дружина короля Генріха V, матір останнього короля з династії Ланкастерів Генріха VI. Вдруге вийшла заміж за Уельського землевласника та солдата Оуена Тюдора, їх онук Генріх VII став першим королем Англії, з династії Тюдорів.
- Карл (22 лютого 1403 — 22 липня 1461) — король Франції (з 21 жовтня 1422 до 22 липня 1461). Очолив опір англійцям під час Столітньої війни; при вирішальній участі Жанни д'Арк відбувся перелом в ході війни, Карл зміг коронуватися у звільненому Реймсі, а потім і майже зовсім очистити континентальні володіння Франції від англійців.
- Філіпп (10 листопада 1407) — помер зразу після народження.

### Бастарди
Каханка — Отедда Шамдівер (1390—бл. 1425)
Діти:
- Маргарита (1407 — січень 1458) — з 1428 дружина сеньйора Монтегю, Бельвіля, Сенешаля і Сентонжу Іоанна III.